# マナポウリ湖

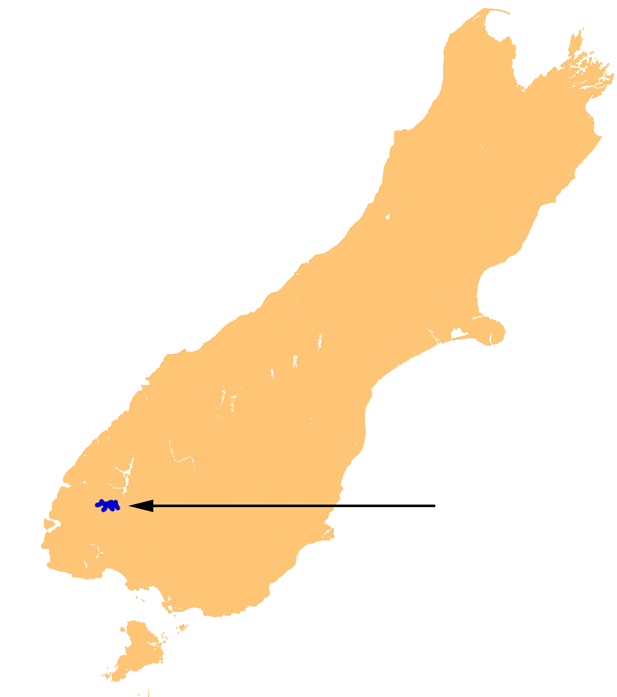
マナポウリ湖の位置

マナポウリ湖は、ニュージーランドの南島にある湖である。
マナポウリ湖には、ノース、サウス、ウエストそしてホープの4つの入江があり、またおよそ33の島があり、そのうち22の島が木におおわれている。ワイアウ川が、天然の流出河川である。
この湖は、ウエスト入江のマナポウリ発電所を介して水力電気を供給しており、この発電所は、ダウトフル・サウンドそして海へとつながる2本の10キロメートルの放水トンネルを通して水を放出している。1960年に、発電所のために湖面を最大30メートル上げることが計画されたが、全国的な強い反対がその実現を阻止した。湖面の高さは、自然の変動に近づけるため、慎重に管理されている。
この湖は、フィヨルドランド国立公園と世界遺産 テ・ワヒポウナムの範囲内にある。